# Local Internet registry
Un Local Internet Registry (LIR), ou registre Internet local, est un organisme qui a reçu une allocation d'adresse IP d'un registre Internet régional (Regional Internet Registry, RIR) en vue d'attribuer ces adresses à des tiers (en général, ses clients) ou pour ses besoins propres. Un LIR est généralement un opérateur de télécommunications. Les LIR sont membres du RIR de leur région.

## En France
Selon le RIPE NCC, il existe 355 LIR français en 2011, et 253 autres LIR actifs en France mais établis dans un autre pays. En 2017 les chiffres sont de 2005 LIR français et 1776 autres LIR actifs en France mais établis dans un autre pays.

## En Belgique
Selon le RIPE NCC, en 2021, il en existe 1158 en belgique dont 871 établis à l'étranger. 